# Gustavo García Eugenio
Gustavo García Eugenio (Arrecife, 13 de març de 1979) és un futbolista canari, que ocupa la posició de migcampista.

## Trajectòria
Sorgeix de les categories inferiors del CD Tenerife, amb qui debuta a la primera divisió a la temporada la campanya 98/99. L'any següent, amb els tinerfenys en una categoria per sota, hi disputa dos altres partits.
No té continuïtat al Tenerife, i després d'un breu pas per l'Imortal portuguès, prossegueix la seua carrera per equips de les Illes Canàries més modestos, com l'Orientación Marítima (01/02), la UD Lanzarote (02/06) o la UD Fuerteventura (07/08). La temporada 06/07 hi recala al Racing de Ferrol.
L'estiu del 2008 fitxa per la UD Las Palmas, tot retornant a disputar la Segona Divisió.